# حلوى جودي
جودي (مُصطلحٌ يَعني الشئ الجَيد) طَبقٌ إيرَلنديّ شبيه بالحلوى، يُصنعُ عَن طَريِقِ غَليّ الخُبزِ في الحَليبِ والسُكَرِ والبهاراتِ، تُعطى عادةً للأطفالِ الصغارِ والبالغين.
يُؤكَل الطَبقُ في لَيلةِ القديسِ يوحنا حَيثُ تُعد بِقرب النار المُضيئةِ للإحتفالِ.
أنواعٌ مُختلفة تُجهزُ عَن طَريقِ نَقع الخُبز بشاي الكَركِ (يُشير مُصطلح "شاي كرك" إلى الشاي المَمزوجِ مع الحَليبِ).
يُجهزُ أيضاً الأباءُ هذه الطَبقَ لأطفالهم عِندما يُعانوا مِن ألمٍ في المَعدةِ.
أُعطيَ هذه الطَبقُ في مَنازِلِ الجِوارِ للأطفالِ في القَرنِ العشرين كمُكفأةٍ لَهمُ أو بَعد المَدرسةِ كوجبة خفيفة قَبل العَشاء.